# 23217 Nayana
23217 Nayana è un asteroide della fascia principale. Scoperto nel 2000, presenta un'orbita caratterizzata da un semiasse maggiore pari a 2,2768482 UA e da un'eccentricità di 0,1017205, inclinata di 4,68422° rispetto all'eclittica.